# Entodon luteonitens
Entodon luteonitens là một loài rêu trong họ Entodontaceae. Loài này được Renauld & Cardot mô tả khoa học đầu tiên năm 1900.